# Brendan Reeves
Brendan Reeves, né le 29 août 1988, est un pilote de rallyes australien.

## Biographie
Il commence sa carrière en sport mécanique en 2008 sur Ford Fiesta ST, et finit d'emblée vainqueur à 20 ans de la classe N3 de son rallye national comptant cette année-là pour le championnat du monde.
Vainqueur de la dernière épreuve APRC de la saison 2010 à Nouméa et Coupe océanienne en poche avec pratiquement le double de points d'avance sur son second immédiat le néo-zélandais Hayden Paddon, il décide alors de tenter sa chance en catégorie jeunes du WRC.
Il participe ainsi à 13 reprises aux épreuves du championnat mondial en 2011 et 2012, dont 12 sur le continent européen, avec une Ford Fiesta R2, disputant le WRC Academy. Il y obtient 4 podiums, et termine de la sorte l'année 2012 au 4e rang avec sa sœur aînée Rhianon Smyth, après avoir été 5e en 2011 du mondial junior.
En 2013 il se recentre sur les championnats australien  (sur Mazda 2) et américain (sur Ford Fiesta R2), obtenant 6 victoires de classe en deux roues motrices et terminant  4e de son propre championnat.

## Palmarès (au 30/11/2013)

### Titre
- Coupe du Pacifique des rallyes en 2010, sur Subaru Impreza WRX STi (copilote R.Smyth);

(regroupant annuellement les rallyes d'Australie, de Nouvelle-Zélande, et de Nouvelle-Calédonie)

### Victoire en APRC
- Rallye de Nouvelle-Calédonie: 2010;

### Podiums en J-WRC
- 2e du rallye du Portugal: 2012;
- 3e du rallye du Portugal: 2011;
- 3e du rallye de l'Acropole: 2011;
- 3e  du rallye de Finlande: 2011;